# Stadsarchief Brugge
Het stadsarchief van Brugge behoort tot de belangrijkste archieven op het Europese vasteland, met als voornaamste rijkdom de stadsrekeningen, onafgebroken, sedert 1281, en de charters en oorkonden vanaf de elfde eeuw, die algemeen worden beschouwd als een van de hoofdbronnen voor de geschiedenis in de Lage Landen.

## Voorgeschiedenis
De archieven van de stad Brugge werden sinds de elfde eeuw bewaard in het Belfort, symbool van de stedelijke autonomie. De stukken werden er bewaard die deze autonomie bevestigden: de privilegies en charters die tegenstelbaar waren tegen vorsten en andere gezagdragers, de uitingen van deze autonomie, zoals de stadsrekeningen.
Op 15 augustus 1280 werd het belfort door een zware brand getroffen en het volledige archief ging in de vlammen op. Dit betekende een ramp, omdat andere partijen, beseffende dat Brugge zijn bewijsstukken had verloren, er misbruik van maakten om hieruit eenzijdig voordeel te halen. Dit gold onder meer voor de graaf van Vlaanderen. De Brugse overheid diende een strijd aan te gaan om de vroegere vrijheden schriftelijk bevestigd te zien.
Door deze catastrofe is voor altijd een sluier geworpen over de vroegste geschiedenis van de stad (A. Vandewalle).

## Geschiedenis
Na 1280 is een nieuw archief tot stand gekomen. Het is niet meer door branden geteisterd en is nagenoeg compleet tot ons gekomen. Dit geldt in de eerste plaats voor de twee belangrijkste reeksen: de politieke charters en de stadsrekeningen, die praktisch volledig bewaard zijn.
Toen het belfort herbouwd werd, werden de archieven ondergebracht op de tweede verdieping, in wat het secreet comptoir werd genoemd. Het lokaal werd versterkt met een stenen gewelf en zorgden ijzeren deuren voor de afsluiting van de ruimte. Daar achter stonden twee grote koffers met ijzeren beslag en met tien verschillende sloten. De koffers konden derhalve alleen maar opengemaakt worden in aanwezigheid van de burgemeester en de negen zwaardekens, die elk met hun van elkaar verschillende sleutels moesten aanwezig zijn. In die koffers werden het grootzegel van de stad en alle documenten betreffende de aan de stad verleende privileges bewaard. In dezelfde kamer werden ook de stadsrekeningen bewaard en allerhande andere documenten en registers die betrekking hadden op het stadsbestuur.
Het raadplegen van de stukken die bewaard werden in het archief gebeurde steeds met een uitgebreide ceremonie. Wanneer een overheidspersoon een document wilde raadplegen, werd hij vergezeld door de burgemeesters, de schepenen, de raadsleden, de thesauriers, de griffiers, de pensionarissen en de zwaardekens. Regelmatig werd ook inspectie uitgevoerd door de burgemeesters, samen met afgevaardigden van de 'wet' en klerken. Bij grote gelegenheden werd de inhoud van cruciale vrijheidscharters in het openbaar voorgelezen.
Vanaf de vijftiende eeuw werden 'cartularia' aangelegd, hetzij kopieën van belangrijke charters, opdat het risico van verdwijning van de originelen hierdoor zou worden opgevangen. Tijdens de zestiende en zeventiende eeuw werden registers aangelegd als inventaris van wat in het archief berustte. Toen er in 1741 opnieuw brand uitbrak in het belfort en de archieven weer gevaar liepen, werden ze dringend weggesleept en naar de Civiele Griffie naast het stadhuis gebracht.
De overdracht naar de Griffie was een aanleiding tot het opmaken van een inventaris, taak die werd opgedragen aan Jan van Steenlant. Drie jaar later was hij ermee klaar en deze tot heden bewaarde inventaris leert dat ook nadien nog stukken zijn verdwenen. Onder de bevolking heerste onrust over die nieuwe bewaringsplek en de onlusten van 1787 hadden onder meer tot gevolg dat de oude privilegies opnieuw naar de oorspronkelijke archiefkamer onder het belfort werden gebracht. Ze werden opnieuw in koffers met tien sleutels in veiligheid gebracht.

## 1795: strijd voor het bezit
Toen kwam de aanhechting bij Frankrijk (1795) waarbij nieuwe wetten van toepassing werden op het archief. De stad Brugge werd verantwoordelijk gesteld, niet alleen voor het eigen archief, maar ook voor dat van het Brugse Vrije en van alle ondergeschikte besturen en van de afgeschafte instellingen.
Een besluit van 3 maart 1796 besliste dat in elk departement drie burgers de schifting van de archieven zou doen. Beperkte opdrachthouders, met weinig archiefkennis, volgden elkaar op. In Brugge werd een burger Lacroix aangesteld voor het archief van het Brugse Vrije. Pas in januari 1799 werden de burgers Dhauw, Derlange en Tilly aangesteld. Ze bleken onbevoegd en werden al vlug ontslagen. In 1801 werden de burgers Philippe-Bernard Verhulst en François Goudeseune voor het ganse departement als commissarissen voor de schifting van de archieven benoemd. Hun werkzaamheid mondde uit in een regelrechte aanslag op het stadsbezit, door eeuwenoude stedelijke archieven over te hevelen naar het archief van het departement. Er werd hierop vanuit de stad gereageerd en heel wat kon gerecupereerd worden, maar tot op vandaag berusten in het Rijksarchief documenten (onder meer uit de ambachtsarchieven en het gerechtelijk archief) die eigenlijk tot het stadsarchief behoren.
Indien het ergste op gebied van ontvreemding kon worden vermeden, dan was dit hoofdzakelijk te wijten aan stadssecretaris Pierre-Jacques Scourion, die zich sterk om het archief bekommerde. Ook onder het Verenigd Koninkrijk der Nederlanden moest hij bij herhaling het stadsarchief verdedigen tegen pretenties van overname door het provinciaal archief of het Rijksarchief. Wat uit een uitgevoerd onderzoek bleek was dat de stad op niet minder dan tien plaatsen archief onder zijn beheer had en dat alles in veilige en geschikte lokalen bewaard bleek te zijn.
In 1829 verkreeg Scourion dat een voltijdse stadsarchivaris zou worden aangesteld. De jonge studax Jules Van Praet werd benoemd, maar na enkele maanden, als gevolg van de Belgische Revolutie, vertrok hij naar Brussel in het kielzog van zijn schoonbroer Paul Devaux en begon hij aan zijn pijlsnelle opgang in het nieuwe België. Scourion bekommerde zich dan maar weer zelf om het archief.
In 1834 werd opnieuw een poging ondernomen door het Rijksarchief om de hand te leggen op het Brugse depot dat zogenaamd verwaarloosd werd. De nieuwe gemeentewet van 1836 stelde een einde aan dergelijke velleïteiten, door definitief de goede bewaring van hun archief aan de gemeenten zelf op te dragen. Brugge schreef kredieten in om zijn archief beter te klasseren en te bewaren. De dood van Scourion maakte dat hij hieraan zelf geen uitvoering meer kon geven.

## Modern archiefbeheer
Vanaf 1 januari 1839 trad Pierre Bogaerts, leraar aan het atheneum, in dienst als deeltijds archivaris. De gemeenteraad had beslist dat hij werd aangenomen in haar zitting van 10 november 1838, toen ook Joseph Delepierre tot bibliothecaris werd aangesteld. De betrekking van stadsarchivaris was maar een tijdelijke positie, in termijnen van vier jaar. Bogaerts kreeg een jaarlijkse vergoeding van 1000 frank, zijn hulpkracht, J.H. D'hoedt, door de gemeenteraad benoemd op 31 december 1838, kreeg 200 frank. Met goede moed vatte de nieuwe archivaris het klassement van de archieven aan. Enerzijds was er al een deel geordend en daar diende hij enkel de inventaris van op te stellen. Naargelang Bogaerts in zijn werk vorderde gaf hij zich rekenschap van de omvang ervan en van de herhaaldelijk in het vooruitzicht gestelde publicatie van een inventaris kwam niets in huis. In 1851 werd Bogaerts overgeplaatst naar het atheneum van Bergen.
Zijn opvolger was Pierre Bossaert. Hij was als handelsbediende geenszins voorbereid op een functie als archivaris, maar hij wist van aanpakken en begon met vaststellen dat er nog enorm veel te doen was. In 1854 had hij een eerste inventaris klaar (de documenten uit de Franse tijd) en hij werkte vooral aan de inventaris van de charters van de 13de tot de 17de eeuw. Elk jaar deelde hij mee dat er een publicatie bijna klaar was, maar telkens weer moest dit weer worden uitgesteld en was nog altijd niet gebeurd toen Bossaert in 1868 overleed.

## De grote man Gilliodts-Van Severen
Nog voor hij stierf, was Bossaert bijgestaan door advocaat Louis Gilliodts, die hem vanaf 1868 opvolgde. Hij maakte uitstekend gebruik van het voorbereidend werk van zijn voorganger en kon al na enkele maanden een eerste lijvige deel van de inventaris publiceren. Die werd gevolgd door verschillende andere delen en door een inleiding. Eindelijk kon het Brugse stadsarchief de bekendheid verwerven die het verdiende. Hierop volgde dan ook een uitgebreide wetenschappelijke correspondentie, waar Gilliodts zich actief aan wijdde. Gedurende meer dan veertig jaar bleef hij de gezaghebbende leider van het Brugse archief.
Gilliodts zorgde ook voor ruimere opslagruimte. Boven de post die op de Markt zijn intrek had genomen, werden drie bouwlagen vrij gegeven voor het stadsarchief. Met een nieuw reglement, uitgevaardigd op 9 november 1903, werd het depot opengesteld voor wetenschappelijke onderzoekers.

## In het interbellum
Na de dood van Gilliodts, in volle oorlogstijd, trad rijksarchivaris Albert van Zuylen van Nyevelt tijdelijk op als stadsarchivaris, tot in 1920 Remi Parmentier werd benoemd. Parmentier deed weinig aan het verder ordenen en inventariseren van het archief, maar werkte vooral aan het publiceren van bronnen, met als voornaamste product de Indices op de Brugse poortersboeken. 
In 1930 stelde het stadsbestuur Ernest Hosten, voormalig stadsarchivaris van Diksmuide, aan om een beknopte inventaris van heel het archief op te stellen. Hosten kon dit werk niet voltooien: hij overleed al in 1933.

## Schouteet
In 1954 nam Parmentier ontslag en werd opgevolgd door Albert Schouteet, een selfmade man, die op het archief zelf, onder leiding van de archivaris en van professor Egied Strubbe de knepen van het vak had geleerd.
Hij werkte verder aan het uitgeven van bronnen maar ook heel wat inventarissen werden door hem in druk gegeven (onder meer die van de akten van de klerken van de vierschaar en die van de boedelbeschrijvingen).
Daarnaast maakte hij van het archief ook de ontmoetingsplaats voor de medewerkers aan het Genootschap voor Geschiedenis te Brugge en publiceerde zelf een aanzienlijke hoeveelheid historische studies.

## Vandewalle en Geirnaert
Na de pensioenleeftijd te hebben bereikt, werd Schouteet in 1974 opgevolgd door André Vandewalle. Onder zijn bestuur werd de vroegere 'eenmanszaak' stilaan een georganiseerde dienst. Hij slaagde erin, een paar jaar na zijn indiensttreding, een uitgewerkte inventaris te publiceren van het Oud Archief (tot 1794), wat voor iedere bezoeker van het archief een onmisbare handleiding werd. Verder verschenen ook een aantal inventarissen, onder meer over de archieven van de vroegere randgemeenten.
De verhuis naar de civiele griffie betekende een grotere zichtbaarheid en een ruimere behuizing van het stadsarchief. Er kon een toenemend aantal bezoekers worden ontvangen, de zaal van de civiele griffie liet toe vergaderingen en lezingen te organiseren, de stijging van het aantal personeelsleden liet toe meer initiatieven te nemen, het werk dat werd toevertrouwd aan vrijwilligers, dit alles betekende een aanzienlijke stijging van de 'status' van het stadsarchief. Onder de nieuwe initiatieven zijn te vermelden: het oprichten van een werkgroep 'huizengeschiedenis' die, onder de leiding van archivaris Jan Dhondt heel wat eeuwenlange geschiedenissen van een aantal huizen te boek stelt. Daarbij was er de elektronische revolutie die zijn intrede deed. Enerzijds werd heel wat mogelijk voor consultatie van het archiefbestand op internet, met onder meer de 'beeldbank', anderzijds kon door de bezoekers ter plekke veel sneller en uitgebreider onderzoek worden ondernomen binnen de op de computers opgeslagen gegevens. Dit geldt in de eerste plaats voor de gegevens van burgerlijke stand en van het oude kadaster of 'sestendelen'.
In 2008 werd Vandewalle opgevolgd door Noël Geirnaert. Hij was, zoals zijn voorganger, doctor in de geschiedenis en had vele jaren met hem samengewerkt. Hij had dan ook zijn aandeel in de ontwikkeling van het stadsarchief tot een open en gastvrije instelling.
Een ander initiatief dat het archief ten goede kwam was de stichting in 1992 van een vereniging van vrienden van het stadsarchief onder de naam Levend Archief dat, naast een tijdschrift onder de naam Archiefleven, sedertdien allerhande initiatieven neemt die de uitstraling van het archief ten goede komen.

## Jan D'hondt
Na de pensionering van Noël Geirnaert, werd archivaris Jan D'hondt vanaf 2017 bevorderd tot hoofdarchivaris.
Bij het integreren van de OCMW-diensten in de stad, werd het eeuwenoude archief van het OCMW gevoegd bij het stadsarchief, dat voortaan de naam draagt Stads- en OCMW-archief.

## Beeldbank
Ook al bezat het stadsarchief al heel wat foto's en prentbriefkaarten, de collectie nam een grote vlucht door de verwerving in 1986 van de collectie van Jaak Rau (16.000 foto's), die zich ook verschillende jaren bezighield met de inventarisatie ervan.
Het digitaliseren en vanaf 2001 op het internet beschikbaar stellen van de collectie onder de naam Beeldbank gaf een aanzienlijke impuls aan de bekendheid en de aanvulling van de verzameling, die de grootste verzameling is geworden met beelden van en over Brugge en Bruggelingen.